# Konjar
Konjar je priimek v Sloveniji, ki ga je po podatkih Statističnega urada Republike Slovenije na dan 1. januarja 2010 uporabljalo 139 oseb.

## Znani nosilci priimka
- Jurij Konjar (*1978), plesalec, koreograf, performer
- Viktor Konjar (1906-1966), kemik, tekstilni tehnolog
- Viktor Konjar (1935-2017), pisatelj, literarni in filmski kritik, publicist